# نموذج الإشارة الصغيرة
نَمُوذَجُ اَلْإِشَارَاتِ اَلصَّغِيرَةِ أو نَمْذَجَةُ اَلْإِشَارَاتِ اَلصَّغِيرَةِ هي تقنية تحليل شائعة في هندسة الإلكترونيات تستخدم لتقريب سلوك الدوائر الإلكترونية التي تحتوي على مكونات كهربائيّة غير خطيِّة إلى معادلات خطية. هذه التقنيّة قابلة للتطبيق على الدوائر الإلكترونية ذات إشارات التيار المتردد الصغيرة بالنسبة إلى التيارات والفولتية المتحيزة للتيار المستمر. نموذج الإشارة الصغيرة هو دائرة مكافئة للتيار المتردد تُسْتَبدَل فيها عناصر الدائرة غير الخطية بعناصر خطية وتُعطى قيمها بالتقريب (الخطي)من الدرجة الأولى لمنحنى خصائصها بالقرب من نقطة التحيز.

## ملخص
العديد من المكونات الكهربائية المستخدمة في الدوائر الكهربائية البسيطة، مثل المقاومات والمحاثات والمكثفات هي خطية. وتسمى الدوائر المصنوعة من هذه المكونات دوائراً خطيةً حيث تحكمها المعادلات التفاضلية الخطية ويمكن حلها بسهولة باستخدام طرق مجال الترددالرياضي القوية مثل تحويل لابلاس.
في المقابل فإن العديد من المكونات التي تشكل الدوائر الإلكترونية مثل الثنائيات، والترانزستورات، والدوائر المتكاملة، والأنابيب المفرغة هي مكونات غير خطية؛ حيث التيار المار من خلالها لا يتناسب مع الجهد، وخرج مكونات مثل الترانزستورات لا يتناسب مع الدخل. ونحصل على العلاقة بين التيار والجهد في من خلال خط منحني على رسمٍ بيانيٍ، منحنى خصائص تلك العناصر يسمى (منحنى I-V). بشكل عام، لا توجد في لهذه الدوائر حلول رياضية بسيطة. يتطلب حساب التيار والجهد فيها عامةً إما طرقًا رسومية أو محاكاة على أجهزة الحاسوب التي تستخدم برامج محاكاة الدوائر الإلكترونية مثل سبايس.
ومع ذلك، في بعض الدوائر الإلكترونية مثل أجهزة الاستقبال اللاسلكية، والاتصالات السلكية واللاسلكية، وأجهزة الاستشعار، والأجهزة ودوائر معالجة الإشارات، تكون إشارات التيار المتردد «صغيرة» مقارنة بجهد التيار المستمر والتيارات في الدائرة. فيمكن استخدام نظرية التقليب لاشتقاق دائرة تقريبية مكافئة للتيار المتردد تكون خطية، مما يسمح بحساب سلوك التيار المتردد للدائرة بسهولة. في هذه الدوائر ، يتم تطبيق تيار مستمر ثابت أو جهد من مصدر الطاقة، يسمى التحيز، على كل مكون غير خطي مثل الترانزستور والأنبوب المفرغ لضبط نقطة التشغيل الخاصة به، والتيار المتردد المتغير بمرور الوقت أو الجهد الذي يمثل الإشارة ليتم معالجتها يضاف إليها. تسمى النقطة الموجودة على الرسم البياني التي تمثل تيار التحيز والجهد بالنقطة الهادئة (نقطة Q). في الدوائر أعلاه، تكون إشارة التيار المتردد صغيرة مقارنةً بالتحيز، مما يمثل اضطرابًا صغيرًا في جهد التيار المستمر أو التيار في الدائرة حول نقطة Q. إذا كان المنحنى المميز للجهاز مسطحًا بدرجة كافية فوق المنطقة التي تشغلها الإشارة، باستخدام توسعة متسلسلة تايلور، يمكن تقريب الوظيفة غير الخطية بالقرب من نقطة التحيز من خلال مشتقها الجزئي من الدرجة الأولى (وهذا يعادل تقريب منحنى الخاصية بواسطة a خط مستقيم مماس لها عند نقطة التحيز). تمثل هذه المشتقات الجزئية السعة المتزايدة والمقاومة والتحريض والكسب الذي تراه الإشارة، ويمكن استخدامها لإنشاء دائرة مكافئة خطية تعطي استجابة الدائرة الحقيقية لإشارة تيار متردد صغيرة. وهذا ما يسمى «نموذج الإشارة الصغيرة».
يعتمد نموذج الإشارة الصغيرة على التيارات والفولتية المتحيزة للتيار المستمر في الدائرة (نقطة Q). يؤدي تغيير التحيز إلى تحريك نقطة التشغيل لأعلى أو لأسفل على المنحنيات، وبالتالي تغيير مقاومة التيار المتردد للإشارة الصغيرة المكافئة، والكسب، وما إلى ذلك التي تراها الإشارة.
أي عنصر غير الخطية التي تعطى عن طريق خصائص المستمر، واحدة قيمتها، على نحو سلس (دالة قابلة للاشتقاق) منحنى يمكن أن يقترب من نموذج إشارة صغيرة الخطية. توجد نماذج الإشارة الصغيرة لأنابيب الإلكترون، والثنائيات، والترانزستورات ذات التأثير الميداني (FET) والترانزستورات ثنائية القطب، ولا سيما نموذج pi الهجين ومختلف الشبكات ثنائية المنفذ. غالبًا ما يسرد المصنعون خصائص الإشارة الصغيرة لمثل هذه المكونات في قيم التحيز «النموذجية» في أوراق البيانات الخاصة بهم.

## تدوين متغير
- يتم الإشارة إلى كميات التيار المستمر (المعروفة أيضًا باسم التحيز)، والقيم الثابتة فيما يتعلق بالوقت، بأحرف كبيرة مع أحرف كبيرة. على سبيل المثال، سَيُشَار إلى جهد تحيز إدخال التيار المستمر في الترانزستور {\displaystyle V_{\mathrm {IN} }}. وعلى سبيل المثال، يمكن للمرء أن يقول ذلك {\displaystyle V_{\mathrm {IN} }=5}.
- يتم الإشارة إلى كميات الإشارات الصغيرة، التي لها قيمة متوسطة صفرية، باستخدام أحرف صغيرة مع أحرف صغيرة منخفضة. الإشارات الصغيرة المستخدمة عادة للنمذجة هي إشارات جيبية أو «مترددة AC». على سبيل المثال، يمكن الإشارة إلى إشارة إدخال الترانزستور على أنها {\displaystyle v_{\mathrm {in} }}. على سبيل المثال، يمكن للمرء أن يقول ذلك {\displaystyle v_{\mathrm {in} }(t)=0.2\cos(2\pi t)}.
- يتم الإشارة إلى الكميات الإجمالية، التي تجمع بين كل من الإشارات الصغيرة وكميات الإشارات الكبيرة، باستخدام الأحرف الصغيرة والأحرف الكبيرة. على سبيل المثال، سيتم الإشارة إلى إجمالي جهد الإدخال للترانزستور المذكور أعلاه على أنه {\displaystyle v_{\mathrm {IN} }(t)}. نموذج الإشارة الصغيرة للإشارة الإجمالية هو إذن مجموع مكون التيار المستمر ومكون الإشارة الصغيرة للإشارة الكلية، أو في التدوين الجبر، {\displaystyle v_{\mathrm {IN} }(t)=V_{\mathrm {IN} }+v_{\mathrm {in} }(t)}. على سبيل المثال، {\displaystyle v_{\mathrm {IN} }(t)=5+0.2\cos(2\pi t)}

## تقاطع الثنائيات PN
معادلة الصمام الثنائي يمكن أن تكون خطيّة حول نقطة التحيز أو نقطة هادئة (التي تسمى أحيانا جهد انحياز) للعثور على إشارة صغيرة تصرف، والسعة والمقاومة من الصمام الثنائي. يتم وصف هذا الإجراء بمزيد من التفصيل في إطار نمذجة الصمام الثنائيز: نموذج الإشارة الصغيرة، والذي يوفر مثالاً على إجراء الخطية المتبع في نماذج الإشارة الصغيرة لأجهزة أشباه الموصلات.

## الاختلافات بين الإشارة الصغيرة والإشارة الكبيرة
الإشارة الكبيرة هي أي إشارة لها المقدار الكافي للكشف عن السلوك غير الخطي للدارة. قد تكون الإشارة إشارة تيار مستمر أو إشارة تيار متردد أو في الواقع أي إشارة. يعتمد حجم الإشارة التي يجب أن تكون (من حيث الحجم) قبل اعتبارها إشارة كبيرة على الدائرة والسياق الذي يتم استخدام الإشارة فيه. في بعض الدوائر اللاخطية للغاية، تحتاج جميع الإشارات عمليًا إلى اعتبارها إشارات كبيرة.
الإشارة الصغيرة هي إشارة تيار متردد (أكثر تقنية، إشارة ذات قيمة متوسطة صفرية) يتم فرضها على إشارة تحيز (أو يتم فرضها على إشارة ثابتة للتيار المستمر). يسمح هذا القرار للإشارة إلى مكونين باستخدام تقنية التراكب لتبسيط التحليل الإضافي. (إذا كان التراكب ينطبق في السياق).
في تحليل مساهمة الإشارة الصغيرة في الدائرة، يتم تحليل المكونات غير الخطية، والتي ستكون مكونات التيار المستمر، بشكل منفصل مع الأخذ في الاعتبار اللاخطية.

## اقرأ أيضا
- سبايس - برنامج محاكاة مع التركيز على الدوائر المتكاملة، وهو عبارة عن محاكي دوائر إلكترونية تناظرية للأغراض العامة قادر على حل نماذج الإشارات الصغيرة.
- إشارات التيار المتردد (أي التيارات والفولتية المتغيرة بمرور الوقت في الدائرة)
- جهد انحياز - تيار مستمر
- الصمام الثنائي - الترانزستور - الدوائر المتكاملة
- هندسة الإلكترونيات - إشارة - ترانزستور تأثير المجال
- دائرة مكافئة - متسلسلة تايلور - مجال التردد - تحويل لابلاس -
- معادلة خطية - دالة قابلة للاشتقاق
- مميزة تيار-توتر